# Peter Kay
Peter John Kay (Farnworth, 2 luglio 1973) è un comico, sceneggiatore, regista, cantante ed attore britannico.

## Biografia
Dal 1999, Peter Kay è apparso in diverse serie televisive e film di produzione britannica fra cui That Peter Kay Thing (2000), Phoenix Nights (2001), Max and Paddy's Road to Nowhere (2004) e Britain's Got the Pop Factor... (2008). Nel 2002 ha vinto il riconoscimento di "autore dell'anno" in occasione dei British Comedy Awards, ed è stato anche nominato anche come miglior attore per il suo ruolo nella serie Phoenix Nights.
L'anno successivo ha ricevuto due nomination per la stessa serie ai BAFTA Awards: "Best Comedy Performance" e "Situation Comedy Award".
Nel 2005 ha partecipato al singolo di beneficenza di Tony Christie Is This the Way to Amarillo, i cui proventi sono andati in favore di Comic Relief. Il singolo ha raggiunto la prima posizione della classifica dei singoli più venduti nel Regno Unito. Nel 2007 bissa l'esperienza della beneficenza con un nuovo singolo, stavolta insieme all'attore Matt Lucas, con cui incide il brano (I'm Gonna Be) 500 Miles, cover dei The Proclaimers che partecipano alla nuova versione del loro brano. (I'm Gonna Be) 500 Miles arriva sino al primo posto nella classifica britannica, e vende il doppio delle copie vendute da Walk This Way delle Girls Aloud vs. Sugababes, singolo "ufficiale" di Comic Relief.
Nel 2008 ha realizzato in veste di attore ed autore una sitcom parodia di due diversi talent show televisivi (X-Factor e Britain's Got Talent) con il titolo Peter Kay's Britain's Got the Pop Factor... and Possibly a New Celebrity Jesus Christ Soapstar Superstar Strictly on Ice. Nella sitcom, Peter Kay interpretava il ruolo del concorrente del talent show Geraldine McQueen. Il suo brano musicale Winner's Song, scritta dallo stesso Kay con Gary Barlow ha ottenuto un notevole successo, riuscendo ad arrivare alla seconda posizione nella classifica britannica. Nella settimana di Natale dello stesso anno, Kay ha inciso un altro singolo intitolato Once Upon A Christmas Song, che si è issato al quinto posto.
Nel novembre 2009 è uscito un altro singolo di beneficenza, intitolato The Official BBC Children in Need Medley e pubblicato sotto il nome di Peter Kay's Animated All-Star Band. Il brano è un medley di canzoni pop interpretato da vari personaggi dei cartoni animati ed ha lo scopo di raccogliere fondi a favore dei bambini poveri, in occasione del Children in Need 2009: per la sua realizzazione sono stati necessari ben otto mesi. Ha raggiunto la posizione numero uno nel Regno Unito.

## Discografia parziale

### Album
- 2005: The Best of Peter Kay – So Far

### Singoli
- 2005: Is This the Way to Amarillo
- 2006: Sleep (con i Texas)
- 2007: I'm Gonna Be (500 Miles) (con The Proclaimers e Matt Lucas)
- 2008: The Winner's Song (come "Geraldine McQueen")
- 2008: Once Upon A Christmas Song (come "Geraldine McQueen")
- 2009: The Official BBC Children in Need Medley (Peter Kay's Animated All-Star Band)

## Filmografia

### Televisione
- New Voices [episodio "Two Minutes"] (1996)
- Coronation Street (Shopfitter) (1997)[10]
- Comedy Lab [episodio "The Services"] (1998)
- Butterfly Collectors (Ronnie) (1999)
- That Peter Kay Thing (2000)
- Phoenix Nights (2001–2002)
- Linda Green (Eddie) (2002)
- Comic Relief 2003: The Big Hair Do (Brian Potter) (2003)
- Max and Paddy's Road to Nowhere (2004)
- Coronation Street (Eric Gartside) (2004)[10]
- The Catherine Tate Show (Tommy) (2005)[10]
- Doctor Who – Love & Monsters (2006)[11]
- Little Britain Abroad (2006)
- Roary the Racing Car (Voice Over (Big Chris)) (2007–presente)[12]
- Britain's Got the Pop Factor... and Possibly a New Celebrity Jesus Christ Soapstar Superstar Strictly On Ice (2008)[13]
- Take That Come To Town as Geraldine McQueen (2008)

### Cinema
- Going Off Big Time (Flipper) (2000)
- Blow Dry (Cyril the Barman) (2001)
- Roddy Smythe Investigates... (Tommy Doyle) (2002)
- 24 Hour Party People (Don Tonay) (2002)
- Last Rumba in Rochdale (Dad: Voice) (2002)
- The League of Gentlemen's Apocalypse (Simon Pig) (2005)
- Wallace & Gromit - La maledizione del coniglio mannaro (PC Mackintosh) (2005)[14]
- Max and Paddy's Power of Two (Max) (2005)
- Wallace & Gromit - Le piume della vendetta (ispettore Mackintosh) (2024)